# Rivière McFadden
Rivière McFadden är ett vattendrag i Kanada.   Det ligger i provinsen Québec, i den sydöstra delen av landet, 300 km nordväst om huvudstaden Ottawa.
I omgivningarna runt Rivière McFadden växer i huvudsak blandskog. Trakten runt Rivière McFadden är nära nog obefolkad, med mindre än två invånare per kvadratkilometer.